# Thierry Schaffauser
Thierry Schaffauser (ur. 1982 w Suresnes) – francuski gejowski aktor erotyczny i działacz społeczny.

## Działalność społeczna i polityczna
W 2006 wspólnie z Maîtresse Nikitą założył grupę pracownic i pracowników seksualnych Les Putes, która organizuje w Paryżu manifestacje na rzecz praw osób pracujących w przemyśle seksualnym. Wspólnie opublikowali również książkę-manifest Fières d'être putes.
Był przewodniczącym sekcji ds. pracowników seksualnych brytyjskiej centrali związkowej GMB. 8 grudnia 2009 został wybrany na rzecznika ds. kontaktów międzynarodowych francuskiego związku zawodowego pracowników seksualnych Syndicat du travail sexuel (STRASS).
W 2008 był kandydatem w wyborach samorządowych w Paryżu z listy Zielonych. W 2015 znalazł się na liście Europa Ekologia-Zieloni w wyborach regionalnych.

## Twórczość
Pisał artykuły do dziennika „The Guardian”, poświęcone problemom osób wykonujących pracę seksualną.
W 2014 opublikował książkę Les luttes des putes, w której proponuje spojrzenie na prostytucję w kategoriach marksistowskich. Osoby wykonujące pracę seksualną (zarówno kobiety, jak i mężczyźni) są według niego częścią klasy robotniczej, mimo że często same uważają się raczej za drobnych przedsiębiorców. Schaffauser krytykuje politykę zakazywania prostytucji (czy to przez zakaz „nagabywania”, czy przez karanie klientów), twierdząc, że pod pozorem „chronienia” kobiet naraża je ona na większe zagrożenia. Uważa, że praca seksualna powinna być zorganizowana w formie samorządnych spółdzielni.

## Kariera aktorska
Wystąpił w kilku filmach pornograficznych brytyjskich wytwórni Eurocreme i Triga Films. W 2010 został nagrodzony Erotic Award w kategorii męski pracownik seksualny.